# あづみれいか
あづみ れいか（1956年8月22日 - ）は、日本の女優、声優、小説家で宝塚歌劇団卒業生（元星組男役）。

## 来歴・人物
大阪府大阪市出身。公称身長164cm、宝塚時代の愛称はプッチー。
大阪市立桜宮高等学校卒業後、宝塚音楽学校に入学し、1977年卒業。63期生。同期は美雪花代、旺なつき（ともに女優）、梓のぼる（ダンス指導者、俳優金田賢一夫人）、葵美哉（元月組副組長）など。
初舞台は『風と共に去りぬ』。星組で下級生時代はスター級、上級生となってからは舞台を引き締める重鎮的役どころを務め、1988年、星組公演『戦争と平和』にて退団。宝塚退団後は舞台をメインに今日まで第一線で活躍を続ける。

## 主な出演作品

### 舞台
- 『精霊流し』岡部耕大作・演出
- 『コンボイショー』
- 『カフェグランツ』 1989
- 『東綺譚』（佐藤浩史演出） 1991/1993/1999
- 『王様盛衰記』（花房徹演出） 1992/1996
- 『Ｚｅｎｍａｉ』（渡辺えり子演出） 1998
- 『かもめ』（蜷川幸雄演出） 1999
- 『東綺譚』（佐藤浩史演出） 2001
- 『ヒロシマのピーター・パン』（村井志摩子演出）2001
- 少年社中 25周年記念第一弾 第40回公演『三人どころじゃない吉三』（2023年6月8日 - 18日、紀伊國屋ホール）- 夜鷹 おとせ 役[3][4]

### テレビ
- 金曜エンタテイメント『OLたちのざけんなヨ!!』（フジテレビ） 1993
- 月曜ドラマスペシャル『辞めてたまるか』（TBS） 1997
- 『彼女たちの結婚』（フジテレビ） 1997
- 春のドラマスペシャル『輝きを忘れない』（TBS） 1997
- 『職員室』（TBS） 1997
- 『ビーチボーイズ』（フジテレビ） 1997
- 『世紀末の詩』（日本テレビ） 1998
- 火曜サスペンス劇場『小京都ミステリー』18 「加賀百万石殺人事件」（1996年8月27日、日本テレビ系）小杉久美子 役
- 『眠れる森』（フジテレビ） 1998
- 『氷の世界』（フジテレビ) 1999
- 『平成夫婦茶碗』（日本テレビ） 2000
- 愛の劇場『新・天までとどけ』（TBS）2001
- ナショナル劇場『こちら本池上署』（TBS）2002

### 映画
- 『さまよえる脳髄』（萩庭貞明監督）1993

### ラジオ
- 青春アドベンチャー『わたしは真悟』『ベルサイユのばら外伝』『OZ』ほか多数

## 執筆活動

### 小説
- 『夢見る夢子』（ISBNコード　978-4-87969-086-9），2003年，現代企画

## その他の活動
- 「JenneVBMリラクシングサークル」（東京都）講師